# Amenhotep Huy (phó vương của Kush)
Amenhotep tên là Huy là Phó vương của Kush dưới triều đại của Tutankhamen. Ông là  người đã kế tục Tuthmosis, người đã nắm giữ chức vụ này dưới thời Akhenaten. Sau này ông lại được kế tục bởi Paser I.
Huy là con trai của một người phụ nữ tên là Werner. Cha của ông không được biết rõ. Huy đã cưới Taemwadjsy, người đứng đầu hậu cung của Amun và hậu cung của Nebkheperure (Tutankhamun). Họ có một người con trai tên là Paser.
Tước hiệu của Huy bao gồm: Người ký lục của những lá thư của phó vương, Merymose. Người ký lục của Đức vua, tư tế Mery-netjer, sứ giả của Đức vua tới mọi vùng đất.
Những người đã phụ tá cho Huy:
- Harnufer, "Người ký lục của những sổ sách vàng của con trai Đức vua"
- Kna, "Người ký lục của con trai Đức vua" [4]

## An táng
Amenhotep Huy đã được chôn cất trong ngôi mộ TT40 nằm tại Qurnet Murai. Trong ngôi mộ này có nhắc tới một ngôi đền tên là "Làm hài lòng các vị thần" ở Nubia. Huy được miêu tả là được chào đón tại đó bởi Khay, Tư tế tối cao của Nebkheperure (Tutankhamen), Penne, Người quản lý các pháo đài của Nebkheperure (Tutankhamen), Huy, thị trưởng, và Mermose, (em trai của ông) nhà tiên tri thứ hai của Nebkheperure. Taemwadjsy là người đứng đầu Hậu cung của Nebkheperure (Người đứng đầu các) tại ngôi đền này.